# Bükkfa-galambgomba
A bükkfa-galambgomba (Russula nobilis korábban Russula mairei) az Agaricomycetes osztályának galambgomba-alkatúak (Russulales) rendjébe, ezen belül a galambgombafélék (Russulaceae) családjába tartozó, Eurázsiában és Észak-Amerikában honos, bükkerdőkben élő, nem ehető gombafaj.

## Elterjedése és termőhelye
Európában, Ázsiában és Észak-Amerikában honos. Magyarországon nem gyakori.
Savanyú talajú bükkerdőkben található meg, ahol a fákkal ektomikorrhizát (külső gyökérkapcsoltságot) alkot. Júliustól novemberig terem.

## Megjelenése
A bükkfa-galambgomba kalapjának átmérője 3-8 cm, alakja fiatalon domború, később kiterül, de még öregen sem lesz teljesen lapos. Közepe kissé bemályedhet. Színe élénkvörös, kárminpiros, ritkábban krémokkeres vagy fehéres foltokkal. Kalapbőre egyharmadig lehúzható. Húsa kemény, fehér, esetleg kissé sárgulhat; a kalap bőre alatt vöröses árnyalatú. Szaga gyenge, gyümölcsre vagy kókuszra emlékeztet; íze csípős.  
Felkanyarodó, sűrű állású lemezei fiatalon fehérek, idősen vagy sérülésre gyengén sárgulnak. Igen törékenyek, könnyen lemorzsolhatók. 
Spórapora fehér. Spórái tojásdadok, felszínük hálózatosan rücskös, méretük 7-8 x 6-6,5 µm.
Tönkje 2-4 cm magas és 1-1,5 cm vastag. Alakja rövid, tömzsi, színe fehér. 

### Hasonló fajok
Más élénkvörös színű galambgombákkal (pl. erdei galambgomba vagy hánytató galambgomba) lehet összetéveszteni.
Csípős íze miatt nem ehető, ezenkívül enyhén mérgező is, emésztőszervi panaszokat okoz.

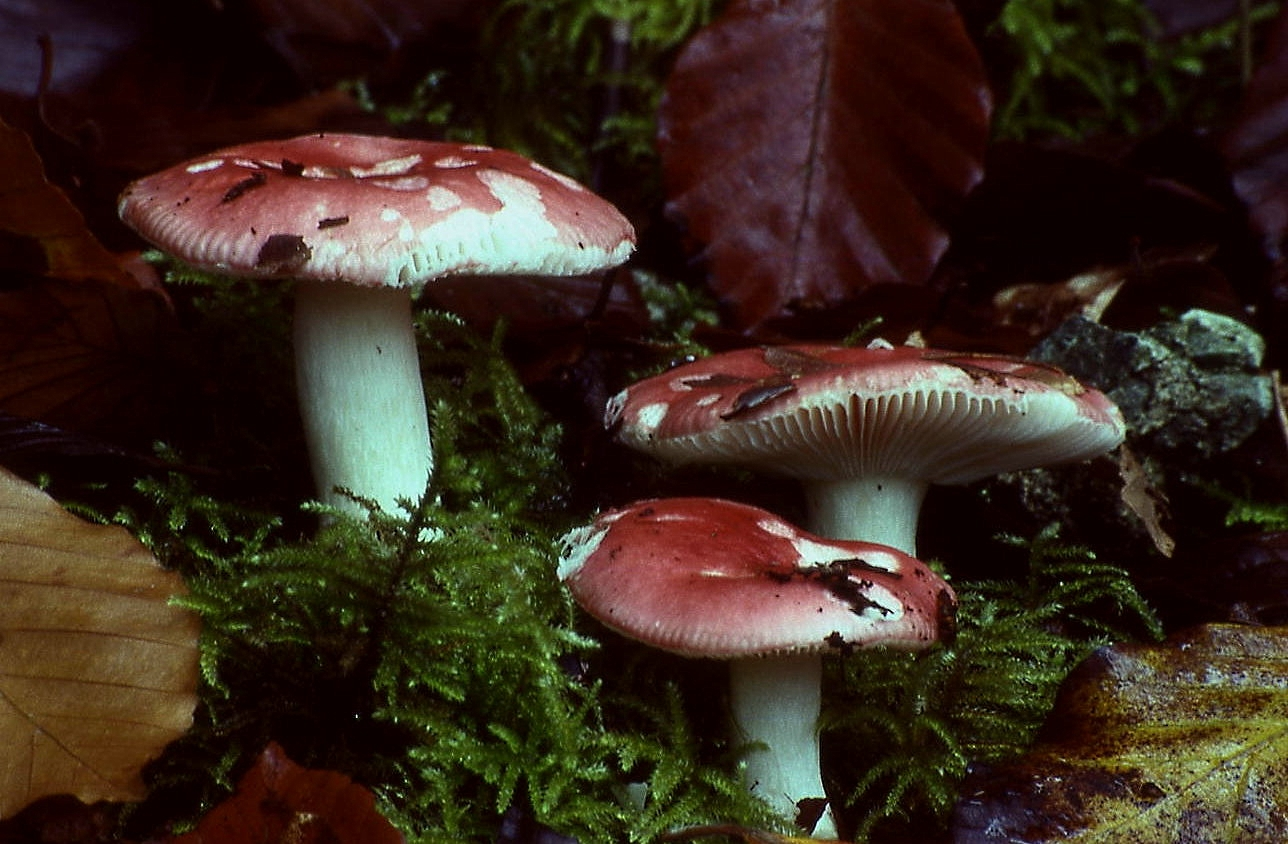
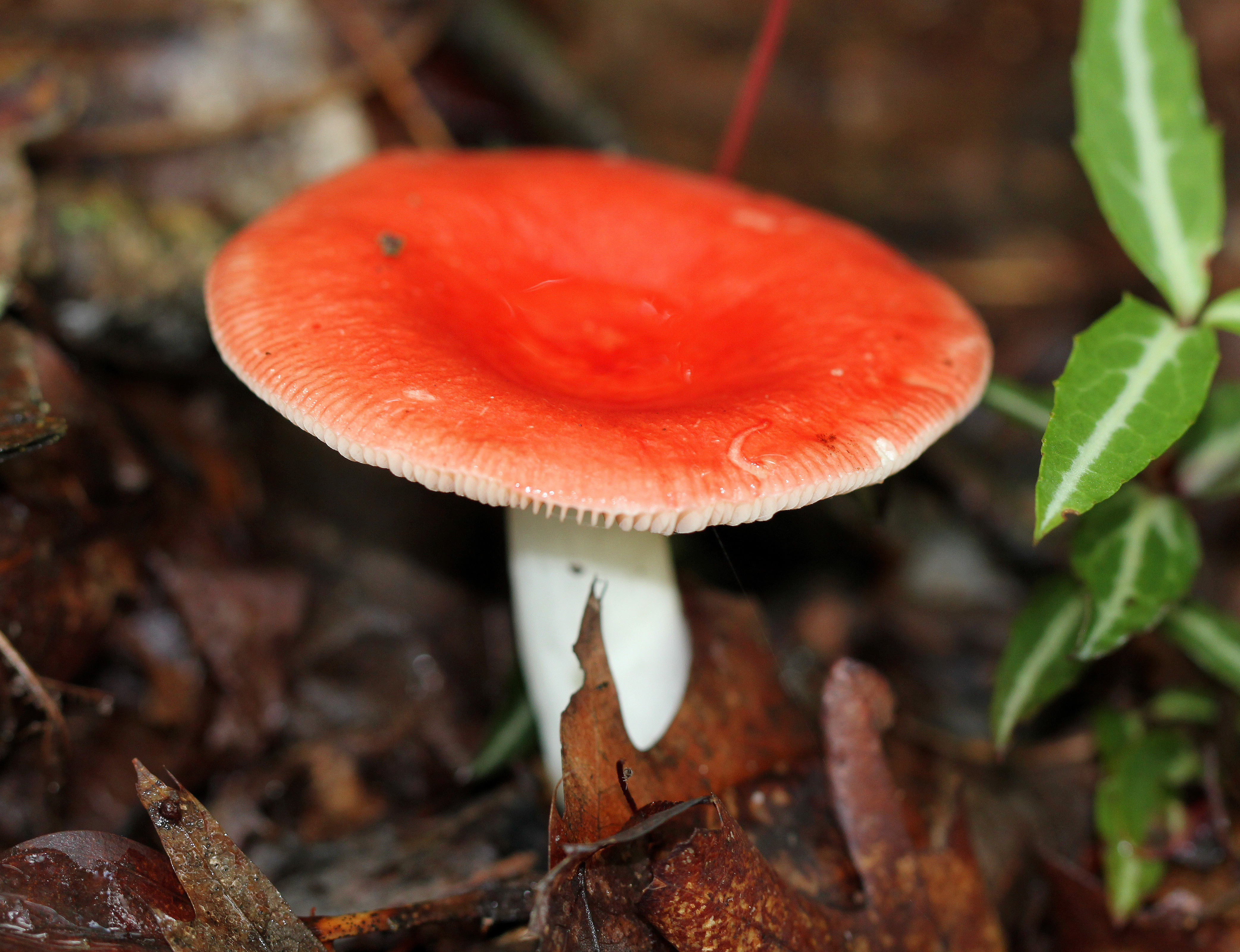
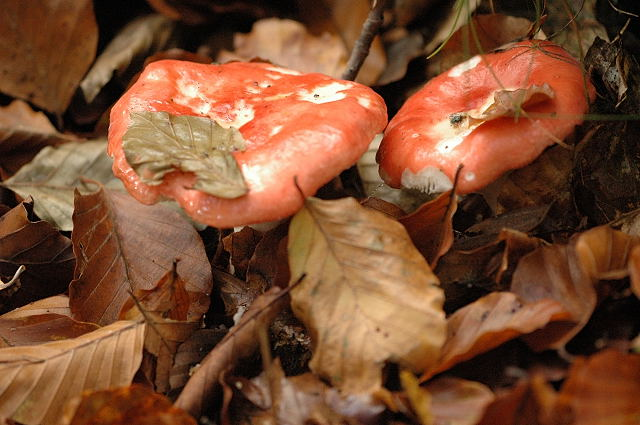
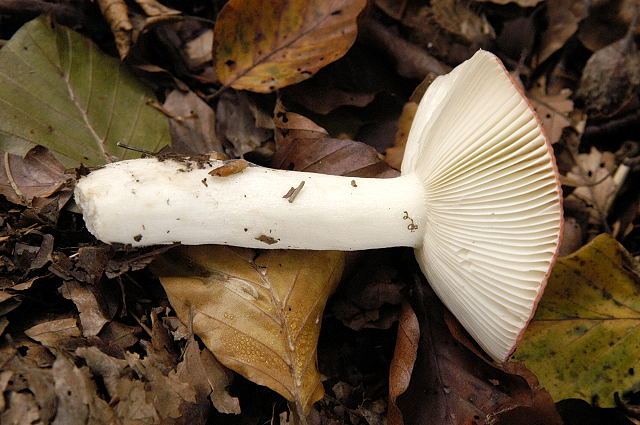
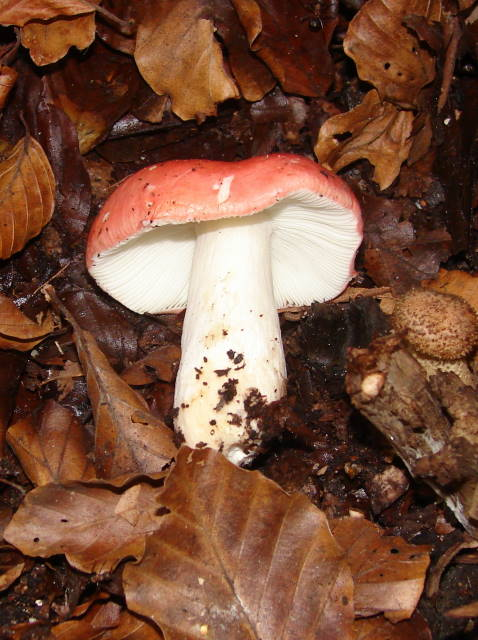